# 百變小櫻
《庫洛魔法使》是由日本漫畫團隊CLAMP創作的漫畫作品，以魔法少女作為題材。於1996年5月至2000年6月期間在少女漫畫雜誌《Nakayoshi》上刊登，1996年11月至2000年7月期間由講談社出版單行本全12冊。
故事講述主角木之本櫻意外地將用於封印咭牌的書籍打開。咭牌為魔法師古羅·理道創造之古羅咭，每張咭牌都有不同能力，擁有自我意識並隨意行動。為了阻止它們對世界造成災難，櫻在守護者「基路比羅斯」的委託下，將四散的咭牌回收。
漫畫在刊登不久便廣受歡迎，隨後更有不同媒體推出改編作品，如MADHOUSE於1998年4月推出改編製作的電視動畫、1999年與2000年上映了2部電影動畫與3部OVA；以及不同公司製作的電子遊戲、藝術圖書、繪本和電影刊物等。
2016年，CLAMP宣布為慶祝漫畫20週年，決定於少女漫畫雜誌《Nakayoshi》2016年7月號重新連載全新篇章《百變小櫻Clear咭》。2016年12月1日，NHK宣布電視動畫《百變小櫻Clear咭》將會在2018年1月7日起播出。
有評論家稱讚作品為典型的少女漫畫題材，亦有評論家覺得作品中的咭牌是「幻想與現實的混合藝術」，也有評論家指咭牌召喚的場景巧妙地融合魔法與現實。2001年，第32回星雲獎漫畫部門評選其為最佳漫畫。

## 劇情簡介
故事發生在日本虛構城市「友枝市」。木之本櫻某天將父親的古書籍打開，意外把封印在書中的咭牌釋出。它們是由魔法師古羅·理道創造的稱之為「古羅咭」的魔法咭牌，每張咭牌都有不同的能力和自我意識，咭牌的隨意行動能夠對世界造成災難。為了防止災難發生，櫻受封印書之守護者「基路比羅斯」的委託下，將四散的咭牌回收至書中。咭牌在成功回收後，櫻也能將咭牌的能力解放給自身使用，以方便回收下一張咭牌。
回收咭牌不久後，來了一位轉校生，他是古羅·理道的母親家族「李家」的後人——李小狼。李小狼在得知古羅咭的封印解除後，便來到日本打算回收咭牌。起初李小狼認為木之本櫻無法勝任咭牌回收，故常和木之本櫻爭奪咭牌回收，但最後認同木之本櫻回收咭牌的能力。在所有咭牌回收並寫上名字後，封印書之另一守護者「月」便會進行審判，判斷持有咭牌之人是否能成為咭牌的新主人。木之本櫻在審判中改變原有的封印杖，創造出星封印杖，最終通過了審判者月的審判。
在通過審判後的第二學期，班中轉入一位從英國來的留學生——柊澤艾利安魯。與此同時，木之本櫻所持有的古羅封印書變成為櫻封印書，以及木之本櫻受到不明的攻擊。在應對攻擊時，卻發現審判過程中轉變而成的星封印杖與古羅咭無法使用，而令木之本櫻、守護者與大道寺知世遭遇危險，最後木之本櫻使用新魔法陣並將古羅咭轉變成櫻之咭，解決當前危險。

## 主要人物
木之本櫻（ Kinomoto Sakura）
本劇中心人物。在某天不小心將父親的古書籍打開，釋出原封印在書中由古羅·理道創造的古羅咭；受書籍封印獸「基路比羅斯」的委託下，將四散之咭牌回收至書中。
基路比羅斯（ Keruberosu）
負責守護封印古羅咭書籍之封印使者。在木之本櫻將書籍中的咭牌釋出後，便跟隨木之本櫻一同將咭牌回收至書中。原始形態是類似老虎形狀，在咭牌四散後，因魔力不足而維持著原始形態約二十分之一的大小。
大道寺知世（ Daidōji Tomoyo）
木之本櫻的同班同學兼好友，也是她的好姊妹。知道木之本櫻將咭牌回收之事後，時常提供衣服和拍攝影片。
李小狼（ Ri Shaoran）
從香港來的留學生。古羅·理道遠房親戚「李家」之後人；在得知古羅咭封印解除後來到日本將咭牌回收。
李莓鈴（ Ri Meirin）
動畫版原創角色。李小狼的表妹與未婚妻，同屬李家後人，擅長中國功夫，但天生沒有任何魔力。後來知曉李小狼對木之本櫻的感情後，主動解除婚約。
月（ Yue）
封印書之另一封印使者。同時也負責審判回收所有咭牌之人是否有資格成為咭牌新主人；魔力不足時形態為月城雪兔。
古羅·理道（ Kurōrīdo）
古羅咭之創造者。柊澤艾利安魯和木之本藤隆（動畫版並無詳細說明）的前世，擁有很強大的魔力，但被自己能夠「預知未來」的能力所困擾。

### 咭牌
動畫版第一季主要圍繞古羅·理道創造的「古羅咭」，第二季後圍繞由古羅咭轉變的「櫻之咭」，2018年動畫圍繞由小櫻牌轉變的「透明咭」。
古羅咭（THE CLOW CARDS）
古羅·理道使用魔力創造出來的咭牌，共五十三張（漫畫版則為十九張）。使用的是「神秘」的力量。因為能力強大，為了防止在肉體生命消逝後被有心人士利用，古羅·理道創造了封印獸基路比羅斯與審判者月共同守護，並由他們決定古羅咭與守護者的新主人。每張古羅咭皆有著各自獨特的人格與個性，除了能獨自思考，還能與人類及動物交談。由於擁有魔力，因此使用者必須也有魔力作為媒介，才可能使用古羅咭。古羅咭必須依靠魔力為食糧，但是由於古羅理道已不在而木之本櫻魔力仍不足以令所有古羅咭成為櫻之咭，餘下的古羅咭將陷入變為普通咭的危機。
櫻之咭（THE SAKURA CARDS）
木之本櫻利用古羅咭作為原型，使用自己的魔力將其歸屬自己名下的咭牌，共五十四張（最終為五十三張）。使用的是「星」的力量。除了如「翔」改變使用後的變化效果之外，基本上改變不算太大。但無論是動畫版還是漫畫版，咭牌精靈的樣貌和姿態都有所變化。由於使用咭片變化的魔力消耗過遽，在任意變化咭片而造成魔力不足的情況下，會令魔力暴走而讓咭牌失去控制。在透明咭篇，櫻之咭因不明原因而變成空白咭牌。(實為李小狼利用她送的小熊把咭牌精靈召喚至羅盤上，讓木之本櫻能以創造出透明牌來控制好自己的新魔力，並保存實力對抗新的危機)
透明咭（THE CLEAR CARDS）
是木之本櫻創造的咭牌。透明咭利用夢之杖收集，透明咭與以往的櫻之咭不同，咭牌呈透明狀態，而牌的正面可以看到所屬的牌的圖，但背面則不透，精靈亦與櫻之咭完全不同。使用「夢」的力量。

## 創作過程
在《魔法騎士》快完結之前，當時《Nakayoshi》的編輯便問CLAMP關於下個連載漫畫的內容，CLAMP劇本家大川七瀬表示下個作品有意創作年紀較小的主角，增加一些可愛元素，並以「魔法少女」為題材。大川表示角色設定在小學四年級，認為其成熟之餘亦帶有兒童想法。最初設定的角色共6名，包括木之本櫻、大道寺知世、基路仔、李小狼、木之本桃矢和月城雪兔。主角「木之本櫻」的名字來自莫歌拿妹妹的長女名字，其長女名字日文漢字寫法對於讀者群來說很難辨認，所以改成；角色「李小狼」的名字原本也取自長男的名字，但因設定改為來自外國，故改為使用「李小狼」這名字。設計角色「基路比羅斯」時，大川是想將其作為主角「木之本櫻」的伙伴，貓井椿曾嘗試以不同動物設計各種形象，其中包括犬與松鼠。大川與五十嵐指，使用「咭牌」作為魔法媒介是受到塔羅牌與交換咭片所影響；而設定「咭牌」方面，其外框與背面在連載開始前已設定好，之後便由莫歌拿根據故事發展設定咭中形象。
作品名最初打算以主角「木之本櫻」的名字「木之本櫻」作考慮，期間想了不少名字如「咭牌之星櫻」（カードカースターさくら）、「咭牌角色櫻」（カードキャラクターさくら），最終採用了貓井椿提議的《卡片捕獲者櫻》（カードキャプターさくら）。大川表示，團隊均沒有看過「魔法少女」類型的作品，所以創作此題材是一大挑戰。CLAMP創作《百變小櫻》之前的作品以嚴肅為主，大川表示此次想創作出輕鬆可愛且沒有「死亡」情節的作品。服裝設計方面，貓井指回收不同咭牌時該穿怎樣的服飾令人煩惱，莫歌拿在替動畫版設計服飾時，用於漫畫中的服飾庫存很快便用盡。在《Nakayoshi》連載期間，木之本櫻在想像基路仔的原始狀態時，CLAMP團隊畫了一個大型莫歌拿代替，讀者們誤以為莫歌拿會在此作品中登場，而其後於單行本時更換成大型基路仔。
在主角創作方面，不以無所不能方向創作。故事方面，後期原打算加入奈緒子「異地戀」情節，但最後沒有編寫進去，而大川表示以後若創作特別篇，會交待奈緒子的情節。畫面方面，大川希望呈現「簡潔」、「可愛」的風格，所以要求其他成員不要在畫面著墨太多，盡量令畫面簡潔。另外，貓井表示花朵常在漫畫中出現，以營造可愛的感覺，為了花朵不會重覆畫出，更特意查看與花朵相關的書籍作參考，五十嵐表示「從來沒有使用過這麼多花，但絕對不會使用玫瑰花」。服裝方面，CLAMP認為普遍魔法少女的服裝都只有一款，想要主角每次都有不同的服飾，CLAMP認為「在一部作品中只有一件服裝，那是很浪費的。」故事中期又創作了虛构品牌「Piffle Princess」，並設定為小櫻喜歡的品牌。

## 出版書籍

### 單行本
| 冊數 | 講談社         | 講談社                 | 長鴻出版社     | 長鴻出版社            | 天下出版      | 天下出版               | 接力出版社 | 接力出版社         |
| 冊數 | 發售日期       | ISBN                   | 發售日期       | ISBN / EAN            | 發售日期      | ISBN                   | 發售日期   | ISBN               |
| ---- | -------------- | ---------------------- | -------------- | --------------------- | ------------- | ---------------------- | ---------- | ------------------ |
| 1    | 1996年11月22日 | ISBN 978-4-06-319743-3 | 1997年4月      | ISBN 978-957-537160-7 | 1997年5月1日  | ISBN 978-962-9530-93-8 | 2003年     | ISBN 7-80679-122-1 |
| 2    | 1997年4月4日   | ISBN 978-4-06-319791-4 | 1997年9月      | ISBN 978-957-537355-3 | 1998年        | ISBN 978-962-9530-94-5 | 2003年     | ISBN 7-80679-123-X |
| 3    | 1997年8月4日   | ISBN 978-4-06-319844-7 | 1998年5月      | ISBN 978-957-537356-X | 1998年        | ISBN 978-962-9530-95-2 | 2003年     | ISBN 7-80679-124-8 |
| 4    | 1997年12月5日  | ISBN 978-4-06-319881-2 | 1998年6月      | ISBN 978-957-537697-8 | 1998年        | ISBN 978-962-9533-23-6 | 2003年     | ISBN 7-80679-125-6 |
| 5    | 1998年4月4日   | ISBN 978-4-06-319924-6 | 1998年10月     | ISBN 978-957-537874-1 | 1998年        | ISBN 978-962-9534-30-1 | 2003年     | ISBN 7-80679-126-4 |
| 6    | 1998年7月13日  | ISBN 978-4-06-333954-3 | 1999年2月      | ISBN 978-957-631098-9 | 1999年        | ISBN 978-962-9535-08-7 | 2003年     | ISBN 7-80679-127-2 |
| 7    | 1998年11月13日 | ISBN 978-4-06-333989-5 | 1999年7月14日  | ISBN 978-957-631339-2 | 1999年        | ISBN 978-962-9535-65-0 | 2003年     | ISBN 7-80679-128-0 |
| 8    | 1999年3月11日  | ISBN 978-4-06-334049-5 | 1999年9月18日  | ISBN 978-957-631481-0 | 1999年        | ISBN 978-962-9536-27-5 | 2003年     | ISBN 7-80679-129-9 |
| 9    | 1999年7月22日  | ISBN 978-4-06-334099-0 | 2000年1月20日  | ISBN 978-957-631694-4 | 2000年        | ISBN 978-962-9537-70-8 | 2003年     | ISBN 7-80679-130-2 |
| 10   | 1999年12月3日  | ISBN 978-4-06-334259-8 | 2000年5月23日  | ISBN 978-957-631905-6 | 2000年10月1日 | ISBN 978-962-9538-30-9 | 2003年     | ISBN 7-80679-131-0 |
| 11   | 2000年2月24日  | ISBN 978-4-06-334286-4 | 2000年10月13日 | EAN 471-0765-15191-1  | 2000年        | ISBN 978-962-9538-67-5 | 2003年     | ISBN 7-80679-132-9 |
| 12   | 2000年7月31日  | ISBN 978-4-06-334326-7 | 2001年2月20日  | EAN 471-0765-15464-6  | 2001年1月18日 | ISBN 978-962-9539-76-4 | 2003年     | ISBN 7-80679-133-7 |

| 冊數 | 講談社         | 講談社                 | 天下出版       | 天下出版           |
| 冊數 | 發售日期       | ISBN                   | 發售日期       | ISBN               |
| ---- | -------------- | ---------------------- | -------------- | ------------------ |
| 1    | 2004年3月5日   | ISBN 978-4-06-364556-9 | 2005年10月20日 | ISBN 988-207-612-2 |
| 2    | 2004年4月3日   | ISBN 978-4-06-364560-6 | 2005年11月5日  | ISBN 988-207-614-9 |
| 3    | 2004年4月26日  | ISBN 978-4-06-364567-5 | 2005年12月1日  | ISBN 988-207-631-9 |
| 4    | 2004年6月2日   | ISBN 978-4-06-364575-0 | 2005年12月29日 | ISBN 988-207-664-5 |
| 5    | 2004年7月3日   | ISBN 978-4-06-364583-5 | 2006年1月23日  | ISBN 988-207-691-2 |
| 6    | 2004年8月4日   | ISBN 978-4-06-364589-7 | 2006年2月27日  | ISBN 988-207-692-1 |
| 7    | 2004年9月3日   | ISBN 978-4-06-364598-9 | 2006年3月30日  | ISBN 988-207-774-9 |
| 8    | 2004年10月4日  | ISBN 978-4-06-364601-6 | 2006年4月25日  | ISBN 988-207-775-7 |
| 9    | 2004年11月2日  | ISBN 978-4-06-364604-7 | 2006年5月29日  | ISBN 988-207-776-5 |
| 10   | 2004年12月3日  | ISBN 978-4-06-364612-2 | 2006年8月15日  | ISBN 988-215-038-1 |
| 11   | 2004年12月28日 | ISBN 978-4-06-364616-0 | 2006年10月3日  | ISBN 988-215-039-X |
| 12   | 2005年2月2日   | ISBN 978-4-06-364625-2 | 2006年11月13日 | ISBN 988-215-040-3 |

| 冊數 | 講談社        | 講談社                                                  | 東立出版社    | 東立出版社             | 磨铁文化 | 磨铁文化               |
| 冊數 | 發售日期      | ISBN                                                    | 發售日期      | ISBN                   | 發售日期 | ISBN                   |
| ---- | ------------- | ------------------------------------------------------- | ------------- | ---------------------- | -------- | ---------------------- |
| 1    | 2015年3月27日 | ISBN 978-4-06-377154-1                                  | 2017年8月10日 | ISBN 978-986-482-968-2 | 2025年   | ISBN 978-7-5125-1551-2 |
| 2    | 2015年3月27日 | ISBN 978-4-06-377155-8                                  | 2017年8月10日 | ISBN 978-986-482-969-9 | 2025年   | ISBN 978-7-5125-1545-1 |
| 3    | 2015年4月24日 | ISBN 978-4-06-377183-1                                  | 2017年9月20日 | ISBN 978-986-482-970-5 | 2025年   | ISBN 978-7-5125-1562-8 |
| 4    | 2015年4月24日 | ISBN 978-4-06-377184-8                                  | 2017年11月1日 | ISBN 978-986-482-971-2 | 2025年   | ISBN 978-7-5125-1775-2 |
| 5    | 2015年5月29日 | ISBN 978-4-06-377196-1                                  | 2017年12月1日 | ISBN 978-986-482-972-9 | 2025年   | ISBN 978-7-5125-1775-2 |
| 6    | 2015年5月29日 | ISBN 978-4-06-377197-8                                  | 2018年1月9日  | ISBN 978-986-482-973-6 | 2025年   | ISBN 978-7-5125-1775-2 |
| 7    | 2015年6月26日 | ISBN 978-4-06-377212-8                                  | 2018年1月9日  | ISBN 978-986-482-974-3 |          |                        |
| 8    | 2015年7月31日 | ISBN 978-4-06-377227-2                                  | 2018年2月7日  | ISBN 978-986-482-975-0 |          |                        |
| 9    | 2015年8月28日 | ISBN 978-4-06-377302-6 ISBN 978-4-06-362307-9（特裝版） | 2018年3月7日  | ISBN 978-986-482-976-7 |          |                        |

除此之外，講談社於2000年5月至2001年7月開始出版日文、英文雙語言版本共六冊，雙語版本目的為增加日本兒童學習英文的興趣。而英文版本則由TOKYOPOP代理出版共六冊。
TOKYOPOP於2000年3月至2003年8月在北美地區出版英文版本，TOKYOPOP出版的漫畫是按日本閱讀格式右至左，而非歐美的左至右閱讀格式。其後Madman Entertainment出版社使用了TOKYOPOP的英文版本在澳洲與新西蘭地區出版。世界各地不同出版社也有出版不同語言版本，如法國Pika Édition出版社、意大利Star Comics出版社、德國Egmont Manga & Anime出版社、巴西Editora JBC出版社、台灣長鴻出版社以及阿根廷Editorial Ivrea出版社等。

### 插畫集
講談社共發行了9本藝術圖書，包含CLAMP的插畫集及動畫角色設定高橋久美子的動畫畫集。
| 冊數                                  | 講談社         | 講談社                 |
| 冊數                                  | 發售日期       | ISBN                   |
| CLAMP插畫                             | CLAMP插畫      | CLAMP插畫              |
| ------------------------------------- | -------------- | ---------------------- |
| 百變小櫻插畫集                        | 1998年7月28日  | ISBN 978-4-06-324525-7 |
| 百變小櫻插畫集 2                      | 2000年4月25日  | ISBN 978-4-06-324531-8 |
| 百變小櫻插畫集 3                      | 2000年12月26日 | ISBN 978-4-06-324534-9 |
| 百變小櫻 Memorial book                | 2001年2月27日  | ISBN 978-4-06-324535-6 |
| 百變小櫻 連載開始20週年紀念 插畫集    | 2016年3月23日  | ISBN 978-4-06-364983-3 |
| 百變小櫻 連載開始20週年 Memorial book | 2016年10月3日  | ISBN 978-4-06-358840-8 |
| 動畫版插畫                            |                |                        |
| 動畫百變小櫻 插畫蒐集Cheerio!         | 1999年4月7日   | ISBN 978-4-06-324526-8 |
| 動畫百變小櫻 插畫蒐集Cheerio! 2       | 2000年4月21日  | ISBN 978-4-06-324529-2 |
| 動畫百變小櫻 插畫蒐集Cheerio! 3       | 2000年8月31日  | ISBN 978-4-06-324530-6 |

### 相關書籍
| 標題                                                                       | 發售日        | ISBN                   |
| -------------------------------------------------------------------------- | ------------- | ---------------------- |
| CDコミック カ－ドキャプタ－さくら （庫洛魔法使CD漫畫）                     | 1997年8月8日  | ISBN 978-4-06-208877-0 |
| CD－ROM はじめましてさくらです （庫庫洛魔法使CD－ROM：初次见面，我是小樱） | 1997年9月25日 | ISBN 978-4-06-208878-7 |

### 官方書籍

#### 動畫版公式書
| 標題 | 發售日         | ISBN                   |
| --- | -------------- | ---------------------- |
| テレビアニメーション カードキャプターさくら コンプリートブック クロウカード編 （庫洛魔法使動畫版公式集1：庫洛牌篇）  | 1999年7月30日  | ISBN 4-06-324527-6     |
| テレビアニメーション カードキャプターさくら コンプリートブック2 さくらカード編 （庫洛魔法使動畫版公式集2：小櫻牌篇） | 2000年6月29日  | ISBN 4-06-324532-2     |
| 劇場版 カードキャプターさくら コンプリートブック （庫洛魔法使劇場版公式集）                                          | 1999年10月29日 | ISBN 4-06-324528-4     |
| 劇場版 カードキャプターさくら 封印されたカード コンプリートブック （庫洛魔法使劇場版公式集：被封印的卡片）           | 2000年10月27日 | ISBN 4-06-324533-0     |
| カードキャプターさくら クリアカード編 アニメスターターブック （庫洛魔法使動畫版公式集：透明牌篇）                    | 2018年3月30日  | ISBN 978-4-06-511482-7 |

#### 彩色映畫版
| 冊數     | 講談社         | 講談社             | 青文出版社     | 青文出版社            | 少年儿童出版社 | 少年儿童出版社     |
| 冊數     | 發售日期       | ISBN               | 發售日期       | ISBN                  | 發售日期       | ISBN               |
| 古羅牌篇 | 古羅牌篇       | 古羅牌篇           | 古羅牌篇       | 古羅牌篇              | 古羅牌篇       | 古羅牌篇           |
| -------- | -------------- | ------------------ | -------------- | --------------------- | -------------- | ------------------ |
| 1        | 1998年8月13日  | ISBN 4-06-324651-5 | 1999年6月30日  | ISBN 978-957-595249-9 | 2006年         | ISBN 7-5324-6901-8 |
| 2        | 1998年10月24日 | ISBN 4-06-324652-3 | 1999年8月15日  | ISBN 978-957-595279-0 | 2006年         | ISBN 7-5324-6902-6 |
| 3        | 1999年1月16日  | ISBN 4-06-324653-1 | 1999年11月15日 | ISBN 978-957-595314-2 | 2006年         | ISBN 7-5324-6903-4 |
| 4        | 1999年4月16日  | ISBN 4-06-324654-X | 1999年12月5日  | ISBN 978-957-595315-0 | 2006年         | ISBN 7-5324-6904-2 |
| 5        | 1999年8月12日  | ISBN 4-06-324655-8 | 2000年3月15日  | ISBN 978-957-595479-3 | 2006年         | ISBN 7-5324-6905-0 |
| 6        | 1999年12月2日  | ISBN 4-06-324656-6 | 2000年5月8日   | ISBN 978-957-595480-7 | 2006年         | ISBN 7-5324-6906-9 |
| 7        | 2000年2月25日  | ISBN 4-06-324657-4 | 2000年7月15日  | ISBN 978-957-595560-9 | 2006年         | ISBN 7-5324-6907-7 |
| 8        | 2000年3月8日   | ISBN 4-06-324658-2 | 2000年8月15日  | ISBN 978-957-595588-9 | 2006年         | ISBN 7-5324-6908-5 |
| 9        | 2000年9月5日   | ISBN 4-06-324659-0 | 2001年1月15日  | ISBN 978-957-595722-9 | 2006年         | ISBN 7-5324-6909-3 |
| 10       | 2000年11月15日 | ISBN 4-06-324660-4 | 2001年5月5日   | ISBN 978-957-595807-1 | 2006年         | ISBN 7-5324-6910-7 |
| 小櫻牌篇 |                |                    |                |                       |                |                    |
| 1        | 2001年3月26日  | ISBN 4-06-324661-2 | 2001年11月16日 | ISBN 978-957-509023-3 |                |                    |
| 2        | 2001年8月8日   | ISBN 4-06-324663-9 | 2001年12月1日  | ISBN 978-957-509030-6 |                |                    |
| 3        | 2002年2月18日  | ISBN 4-06-324664-7 | 2002年6月1日   | ISBN 978-957-509232-0 |                |                    |

### 小說
| 冊數     | 講談社        | 講談社                 |
| 冊數     | 發售日期      | ISBN                   |
| 古羅牌篇 | 古羅牌篇      | 古羅牌篇               |
| -------- | ------------- | ---------------------- |
| 上       | 2018年1月30日 | ISBN 978-4-06-199659-5 |
| 下       | 2018年1月30日 | ISBN 978-4-06-199660-1 |
| 小櫻牌篇 |               |                        |
| 上       | 2018年2月21日 | ISBN 978-4-06-199666-3 |
| 下       | 2018年2月21日 | ISBN 978-4-06-199667-0 |

## 改編作品
最初作品為漫畫，而在漫畫刊登不久便廣受歡迎，隨後更有不同媒體推出改編作品，如MADHOUSE於1998年4月推出改編製作的電視動畫、1999年與2000年上映的2部電影動畫與3部OVA；以及不同公司製作的電子遊戲、藝術圖書、繪本和電影刊物等其他媒體作品。

### 動畫
動畫公司MADHOUSE於1998至2000年期間製作多部動畫，並在不同平台上播映。全球各國家或地區的電視台均有引進播放。動畫在劇情上有所變動，把漫畫中明確描寫的愛情、友情等改寫。
2016年12月1日，NHK宣布全新電視動畫《百變小櫻Clear咭》，並於2018年1月份播出，繼續交由MADHOUSE製作動畫，並沿用前兩篇動畫配音員。

#### 電視動畫
MADHOUSE於1998年4月至2000年3月期間，製作由淺香守生導演，共70集的改編電視動畫，並分三季度於日本NHK電視頻道播出；第一季於1998年4月7日至1998年12月29日期間播出，共35集；第二季於1999年4月6日至1999年6月22日期間播出，共11集；第三季於1999年9月7日至2000年3月21日期間播出，共24集；而CLAMP部分成員也有參與動畫的製作，當中大川七瀨負責劇本，莫歌拿負責服裝設定和咭牌設定。動畫其後交由萬代影視以VHS、LD和DVD形式分18卷於1998年9月至2000年5月期間發售。
全球各地均有代理商取得在當地播放及重新配音權，部分地方會根據當地法律或社會情況等，對作品的劇情或集數等內容作刪減。北美由Nelvana引進，交給Ocean Productions負責音樂與配音工作，播出時名稱為《Cardcaptors》。北美版本在劇情、音樂與劇中名稱等都有所修改，劇情方面刪減少部分劇情和類似同性關係劇情等，人名和劇中用詞改成英文用詞，如木之本櫻的名字在此版本為「Sakura Avalon」、大道寺知世為「Madison Taylor」等。Kids' WB華納動畫天地採用Nelvana製作的版本並進一步修改，於2000年6月17日至2001年12月14日期間在美國播出。
臺灣地區最初由衛視中文台播放，於1999年4月10日星期六起每週六晚間6點播出，之後華視也從1999年8月2日星期一起每週一至週五晚間6點30分播出（雙語）。無綫電視、Animax、星空衛視和遼寧人民藝術劇院等兩岸三地電視台均有引進，大部分電視台均會重新配音並有不同的中文名稱。2019年7月1日起再由MOMO親子台於每週一至週五晚上6時30分播出。

#### 動畫電影
MADHOUSE製作了2部動畫電影來擴充電視版故事內容，先後於1999年8月21日與2000年7月15日上映。
《庫洛魔法使劇場版：小櫻的香港之旅》（劇場版カードキャプターさくら）於1999年8月21日上映。故事發生在電視版的第一季與第二季間，在寒假期間，小櫻於商店中抽奬時，女魔法師被其身上古羅·理道的魔力所吸引，故意使小櫻抽中前往香港的特獎，到達香港後，女魔法師多番引導小櫻打開封印著自己的古書籍；而女魔法師對古羅·理道抱有愛戀之意，被封印於書中但思念也沒減少。萬代影視於2000年2月在日本以VHS、LD和DVD形式發售此片。Nelvana修改根據電視版《Cardcaptors》內人物名稱及故事發展作小許改變後，在北美上映，有剪輯版與未剪輯版兩版本。2002年3月，Geneon娛樂株式会社以VHS和DVD格式於北美代理發售，其中包括日語配英語字幕版本以及雙語DVD版本。
《百變小櫻之再見Magic咭》（劇場版カードキャプターさくら 封印されたカード）於2000年7月15日上映，故事延續完結的電視版本。故事發生在小櫻於小學升上6年級的暑假裡，因古羅·理道舊居被拆，使一張被封印的古羅咭逃了出來，它奪走小櫻的櫻之咭，並使友枝鎮上的人與物一一消失。若要收服它，把它變成櫻之咭，便需要犧牲自己最珍貴的感情作為等價交換條件。此片於2001年1月以LD（限量版）、DVD形式發售，2001年7月以VHS形式發售。2003年11月，Geneon娛樂株式会社於北美發售DVD版本，而英語配音則由Bang Zoom! Entertainment負責，而非Nelvana或Ocean Studios，且此次保留原人物名稱、劇情及未剪輯，並不跟隨電視版《Cardcaptors》作修改。
《百變小櫻劇場版：包在基路仔身上！》（劇場版 ケロちゃんにおまかせ!）於《百變小櫻之再見Magic咭》片尾播出，長約10分鐘的短編動畫。劇中除了基路比羅斯、史芬尼路太陽與山崎貴史之外，其他角色的臉孔均看不清楚。2007年為止，先鋒LDC（後改名Geneon娛樂株式会社）均一直在北美發售DVD版本。

#### OVA
《真棒啊、小櫻！ 知世的小櫻活躍錄像日記！》（すてきですわ、さくらちゃん！ 知世のカードキャプターさくら活躍ビデオ日記！）
隨LD、VT或DVD購入的特典或收錄的短篇動畫，共有3部，故事圍繞著知世拍攝的影片，講述電視版與電影版中部分場景與電視版中片頭曲皆為知世所製作。

#### OAD
《百變小櫻Clear咭 序幕 小櫻與二人的小熊》（カードキャプターさくら クリアカード編 プロローグ さくらとふたつのくま）
2017年9月13日發售的「透明咭篇」漫畫第3卷特裝版包含此部OAD，由於原作結局與動畫不同，因此這個OAD將漫畫結局動畫化，設定回歸原作（比如和艾里安魯的決戰是在東京鐵塔，在離去前李小狼也告知木之本櫻自己有必需做的事情要回香港，明白自己心意的木之本櫻熬夜製作小熊，隔天由木之本桃矢騎車載她到開往機場的公車站將粉紅小熊交給李小狼），所以並非2018年1月新動畫的前篇，只是以百變小櫻Clear咭的第一話補充了前作動畫所沒有的畫面，木之本櫻在前一個晚上製作一個粉紅色小熊給李小狼，仍維持倆人在機場交換李小狼小熊的結局。

### 唱片CD
動畫播出後，各唱片CD跟隨發售，包括主題曲、角色歌曲、原聲帶、廣播劇和音樂專輯等。

#### 主題曲
電視動畫與電影共有9張單曲碟以不同形式發售，電視動畫有3張片頭、3張片尾曲合共6張音樂碟分別由各自演唱歌手以個人碟形式發售，日向惠演唱的片頭曲1「Catch You Catch Me」於1998年4月發售，ANZA演唱的片頭曲2於1999年4月發售，坂本真绫演唱的片頭曲3於1999年10月發售，廣瀨香美演唱的片尾曲1「Groovy!」於1998年9月發售，丹下櫻演唱的片尾曲2「Honey」於1999年5月發售，小島惠演唱的片尾曲3「FRUITS CANDY」於1999年11月發售。
電影3首主題曲各自以單曲碟形式發售，《百變小櫻之相約在香港》主題曲於1999年8月發售，《百變小櫻之再見Magic咭》主題曲於2000年7月發售，電影短片《百變小櫻劇場版：包在基路仔身上！》主題曲於2000年7月發售。
香港片頭曲為「百變小櫻」，由凌東成填詞，柳重言作曲，曾嘉莉主唱，在2000兒歌金曲頒獎典禮上拿下「最受歡迎兒歌新人獎（金獎）」和「至NET兒歌大獎」。台灣片頭曲「單戀物語」，由彭季康塡詞，李正帆作曲，林嘉欣主唱。

#### 角色歌曲
角色歌曲碟共有6張，由角色木之本櫻、木之本桃矢、基路比羅斯、大道寺知世、月城雪兔與李小狼的配音員演唱，並於1998年6月期間發售。

#### 原聲帶
電視動畫原聲碟共四張，分別於1998年7月至2000年3月期間發售，原聲碟中的配樂包括有純樂器演奏部份和人聲演唱部份。而兩部電影的原聲碟分別於1999年8月和2000年8月發售。

#### 廣播劇
在電視動畫播出前，講談社於1997年8月隨單行本發售由櫻與知世的動畫配音員丹下櫻與岩男潤子演出和演唱的廣播劇與角色歌曲，以此作為動畫播映前的預覽。隨後其他唱片公司單獨發售了兩張廣播劇CD，兩張廣播劇CD的劇本編寫均由CLAMP劇本家大川七瀨負責，第一張廣播劇CD於1998年7月23日發售，第二張廣播劇CD於1999年2月10日發售。

#### 音樂專輯
1999年1月至2001年12月期間發售了4張音樂專輯，分別是於1999年1月21日發售的《百變小櫻 角色歌本》（CARDCAPTOR SAKURA CHARACTER SONGBOOK），此專輯包含了之前6張角色歌曲的部分歌曲與全新的歌曲、於1999年12月1日發售的《友枝小學合唱團聖誕音樂會》（友枝小学校コーラス部クリスマスコンサート），此專輯包含7首歌曲，由劇中角色知世所加入的合唱團成員所演唱、於2001年2月21日發售的《百變小櫻 完整音樂集》（カードキャプターさくら COMPLETE VOCAL COLLECTION），此專輯包含以往發售的動畫主題曲與角色歌曲，其中部分歌曲以Remix形式重新製作、以及於2001年12月發售的《百變小櫻 主題歌集》（カードキャプターさくら 主題歌コレクション），此專輯包含電視動畫與電影主題曲。

### 遊戲
在動畫大熱後，不少遊戲公司推出家用遊戲機與掌上遊戲機等平台的遊戲。類型有角色扮演、冒險等等。
| 游戏名称                                          | 發售日期       | 制作公司 | 遊戲平台         |
| ------------------------------------------------- | -------------- | -------- | ---------------- |
| 《百变小樱 ～与小樱同在～》（カードキャプターさくら　～いつもさくらちゃんといっしょ～）                   | 1999年5月15日  | MTO      | Game Boy Color   |
| 《動畫故事遊戲 (1) 百变小樱》（アニメチックストーリーゲーム (1) カードキャプターさくら）                 | 1999年8月5日   | ARIKA    | PlayStation      |
| 《百变小樱 ～小樱与不可思议的库洛牌～》（カードキャプターさくら ～さくらとふしぎなクロウカード～）       | 1999年12月2日  | BANDAI   | WonderSwan       |
| 《百变小樱 库洛牌魔法》（カードキャプターさくら クロウカードマジック）                       | 2000年1月27日  | ARIKA    | PlayStation      |
| 《俄羅斯方塊 with 百變小櫻 永恆的心》（TETRiS with カードキャプターさくら　エターナルハート）         | 2000年8月10日  | ARIKA    | PlayStation      |
| 《百变小樱 ～友枝小学大運動会～》（カードキャプターさくら　～友枝小学校大運動会～）             | 2000年10月6日  | MTO      | Game Boy Color   |
| 《百變小櫻 知世的錄影大作戰》（カードキャプターさくら 知世のビデオ大作戦）                     | 2000年12月28日 | SEGA     | DreamCast        |
| 《百变小樱 小樱牌 de 迷你游戏》（カードキャプターさくら ～さくらカードdeミニゲーム～）               | 2003年12月12日 | TDK Core | Game Boy Advance |
| 《百变小樱＜小樱牌篇＞ 〜小樱与咭片与朋友〜》（） | 2004年4月23日  | MTO      | Game Boy Advance |
| 《百变小樱 「与小樱一起玩！」》（カードキャプターさくら 「さくらちゃんとあそぼ!」）               | 2004年12月2日  | NHK软件  | PlayStation 2    |

### 其他
1999年8月發售了名為《百變小櫻 古羅咭套》（カードキャプターさくら クロウカードセット）之咭牌盒，其收錄了動畫版中出現的52張咭牌，另於2000年3月發售一本名為《百變小櫻 古羅占卜書》（カードキャプターさくら クロウカードフォーチュンブック）書籍，教導如何使用古羅牌進行塔羅占卜。
1999年8月至2004年3月期間，講談社發售四本以電視動畫為主的貼紙本。2001年8月發售包含幾張海報及一件T恤的「海報箱」。

## 評價

### 漫畫
漫畫在日本初推出時受到日本讀者歡迎，在發售單行本時排行前五名之內。2001年獲日本星雲獎評選為第32回漫畫類最佳漫畫。《The Comics Journal》編輯Shaenon K. Garrity指作品為典型「少女」漫畫，劇情越推進，更能吸引讀者。《Manga Life》編輯Lisa Anderson認為人物互動是此作品引人入勝的地方之一，而另一編輯Anderson讚賞其漫畫，從一開始回收咭牌時的服裝，每次服裝都有所不同。動畫新聞網評論家Robert Nguye認為，「《百變小櫻》是典型的少女漫畫，其強調個性與情緒。也因如此，讀者常會看見主角們臉紅以及害羞等情節。這種風格有可能使讀者較多注意面部表情，以及超級變形的畫風也遍佈全作品中。」並指出最令人印象深刻的是各咭牌都有不同的個性與令人驚嘆的咭面，稱讚咭牌是「幻想與現實的混合藝術」。
《Manga: The Complete Guide》編輯Mason Templar認為此漫畫是最適合翻譯成英文的兒童漫畫之一。他讚賞CLAMP的想像力以及精明的商業知識，能夠創作一個「溫情、喜悅及神奇」的故事。而Anderson指很像《魔法騎士》，甚至多了可愛的劇情。

### 動畫
| 排名 | 作品類 (2000)        | 得票數 | 作品類 (2001)         | 得票數 |
| ---- | -------------------- | ------ | --------------------- | ------ |
| 1.   | 百變小櫻 第二季      | 535    | 幻想魔傳 最遊記       | 705    |
| 2.   | 星際牛仔             | 292    | 百變小櫻 第二季       | 504    |
| 3.   | 無限的未知           | 265    | 百變小櫻之再見Magic咭 | 367    |
| 4.   | 百變小櫻 第一季      | 230    | HUNTER×HUNTER         | 322    |
| 5.   | 百變小櫻之相約在香港 | 210    | 無限的未知            | 212    |

動畫在日本播出時廣受觀迎，雖然有部分時段觀看人數不高。《百變小櫻》於雜誌Anime Grand Prix贏得1999年最佳動畫獎。2000年5月，第8卷至17卷LD均為暢銷卷數，其中17卷更成為暢銷卷第一名。2000年6月，第18卷DVD於日本為最暢銷DVD第8名。《Animerica》雜誌投稿讀者Kevin Lew認為作品具有「精緻的設計感」，作品除了能吸引兒童外，也使CLAMP忠實讀者也能投入作品中。另一位投稿讀者Takashi Oshiguichi認為主角小櫻具有吸引力，同時被CLAMP的「獨特表達風格」而吸引，包括角色每次不同的服裝。而該雜誌的Winnie Chow表示，系列動畫是同類是「同類電視動畫中最高水準」，同時讚賞小櫻魔法場景每次服裝都是獨一無二的。
Animeacademy.com的編者Madoka評論道，「沒有變身場景、沒有短裙、沒有殺必死以及沒有邪惡的反派，《百變小櫻》就是一部不同於其他魔法少女題材的作品。劇情越演就越引人入勝的朋友間以及家庭關係。」。THEM Anime Reviews的編者Jake L Godek則認為，「首先這個劇情很易理解，且其故事以很流暢的方法交待。其情節與故事背景整潔，沒有花太多時間來交待情節。當你越往後看，就會發現小櫻的日常並不平常。」Anime Evo的Setsuken認為《百變小櫻》很像同以小孩為對象的動畫《精靈寶可夢》，且「劇情越後越有感覺，這並不是一個嚴肅的動畫，此作品就是帶給人輕鬆的感覺，集喜劇、浪漫、動作於一身以及各人物擁有豐富的互動元素。」動畫新聞網的Allen Divers認為CLAMP設計了不錯的原創故事，且劇中的服裝經過精心設計，令其成為《百變小櫻》魅力的一部分。
動畫新聞網評論家Zac Bertschy讚賞《百變小櫻》即使採用「陳舊」的魔法少女題材，也能創作出有趣、精美的動畫，每次觀看都令人興奮，Bertschy繼續稱讚指「這是最好的魔法少女題材作品」。他也稱讚動畫「令人驚嘆」，且角色設計「保持水準及印象深刻的細節」。Bertschy後來在書籍《CLAMP in Context: A Critical Study of the Manga and Anime》中指出作品中的情感豐富，人物互動有趣。
有評論認為動畫劇情過於公式化，但這並不影響觀看。雖然《百變小櫻》的目標觀眾是女孩，但有評論指「只要你抱着開放的態度，無論任何年齡或性別都可觀看。」2001年，於雜誌《Wizard's Anime Magazine》舉辦的「前50北美最受歡迎動畫榜」（英語：Top 50 Anime released in North America）中排名第46。
對於Kids' WB之《Cardcaptors》動畫，Godek撰文指「這是最糟糕的動畫名字，明明原文英文名字很不錯的。」，以及批評剪輯，指其「刪除了情節」，明明該人物對了解作品很重要
。Animefringe評論家Adam Arnold評論《Cardcaptors》第1卷DVD，他指這只是「在淡化愛好者們最喜歡的動畫」，並指「與原動畫不符」，DVD中的集數順序也受批評，指從第8集開始「沒有演員的背景」，但讚揚了Carly McKillip（為小樱配音）及Rhys Huber（為小狼配音）的表現，指他們聲音非常突出。
2002年1月，連鎖式餐廳塔可鐘開始為期1個月的促銷活動，在兒童套餐中會送四個《Cardcaptors》玩具其中之一，塔可鐘預計會送出700萬件玩具。以「保守基督教主義」為主的美國家庭協會批評《Cardcaptors》的宣傳活動，指「古羅牌」與塔羅牌及東方神話太相似。

### 主題與解讀
《CLAMP in Context: A Critical Study of the Manga and Anime》編輯Saiga Kiyoshi認為故事的主旋律由各種愛情組成，其中包括柏拉圖式戀愛，而知世作為小櫻的朋友，也對小櫻有著不同的愛。意大利在引進漫畫時將其內容評級為不適合兒童觀看，推出時改掉了部分用詞。
《Magic as Metaphor in Anime》編輯Dani Cavallaro指出作品如同教育小說，講述小櫻如何成長，以及小櫻在成長過程中會遇上甚麼事，用這話題來呈現出角色的「情感」與「諷刺」。Cavallaro還指出基路比羅斯對於劇情來說有很好的幫助，對於收集咭牌來說非常重要，而不是普通魔法少女身邊的寵物般。不過，他強調，作品不同於如《美少女戰士》般，成長成為成人或成為超級英雄，因為作品中的角色心境還是小孩。

## 外部連結
- 百變小櫻官方網站 （页面存档备份，存于） （日語）
- 百變小櫻官方的Facebook專頁（日語）
- 百變小櫻官方的Instagram帳戶（日語）
- 百變小櫻官方的X（前Twitter）（日語）
- CLAMP官方網站 （页面存档备份，存于） （日語）
- NHK Enterprise 動畫官方網站 （页面存档备份，存于） （日語）
- カードキャプターさくら - NHK放送史（日本放送协会）（日語）

- 《百變小櫻》（漫畫）在動畫新聞網百科全書中的資料（英文） （英文）
- 互联网电影数据库（IMDb）上《百變小櫻》的资料（英文）
- 互联网电影数据库（IMDb）上《百變小櫻之再見Magic咭》的资料（英文）
- 豆瓣电影上《魔卡少女樱》的資料 （简体中文）
- 豆瓣电影上《百變小櫻之再見Magic咭》的資料 （简体中文）
- 在Netflix上觀看《庫洛魔法使》
- Youtube 上的完整英文漫画系列：https://www.youtube.com/watch?v=vRl5eohKrw4